# Coppa Italia di Serie A2 2013-2014 (pallavolo maschile)
La Coppa Italia di Serie A2 di pallavolo maschile 2013-2014 si è svolta dall'11 al 12 gennaio 2014: al torneo hanno partecipato 4 squadre di club italiane e la vittoria finale è andata per la prima volta alla Pallavolo Padova.

## Regolamento
Le squadre hanno disputato semifinali e finale.

## Torneo

### Tabellone
|  | Semifinali | Semifinali   | Semifinali |        |   | Finale | Finale | Finale |  |
|  |            |              |            |        |   |        |        |        |  |
|  | 1          | Padova       | 3          |        |   |        |        |        |  |
|  | 1          | Padova       | 3          |        |   |        |        |        |  |
|  | 4          | Argos        | 0          |        |   |        |        |        |  |
|  | 4          | Argos        | 0          |        | 1 | Padova | 3      |        |  |
|  |            |              |            |        | 1 | Padova | 3      |        |  |
|  |            |              | 3          | Milano | 2 |        |        |        |  |
|  | 2          | Matera Bulls | 3          | Milano | 2 | 0      |        |        |  |
|  | 2          | Matera Bulls |            |        |   |        |        |        |  |
|  | 3          | Milano       | 3          |        |   |        |        |        |  |

### Risultati

#### Semifinali
| 11 gennaio 2014 - ore 16:30 Palazzetto dello Sport (Monza), Monza | Padova       | 3 - 0 | Argos  | 25-16, 25-21, 25-16 |
| 11 gennaio 2014 - ore 19:00 Palazzetto dello Sport (Monza), Monza | Matera Bulls | 0 - 3 | Milano | 19-25, 19-25, 17-25 |

#### Finale
| 12 gennaio 2014 - ore 17:30 Palazzetto dello Sport (Monza), Monza | Padova | 3 - 2 | Milano | 26-24, 22-25, 19-25, 25-21, 23-21 |